# Herb Pilhofer
Herbert „Herb“ Pilhofer (* 1931 in Fürth) ist ein amerikanischer Jazzmusiker (Piano, Komposition, Arrangement) und Tontechniker deutscher Herkunft.

## Leben und Wirken
Pilhofer interessierte sich zunächst nicht besonders für Musik, begann dann aber im Alter von siebzehn Jahren mit dem Klavierunterricht. Von den in Deutschland stationierten amerikanischen Soldaten mit dem Jazz bekannt gemacht, beschloss er, eine eigene Gruppe zu gründen. In den nächsten Jahren spielte er für den Army Special Service und die USO in den amerikanischen Soldatenclubs in Europa. In Wien lernte er seine amerikanische Frau kennen, mit der er 1954 nach der Heimat nach Minneapolis zog, wo er ein Trio in der Art des Trios von Nat King Cole gründete.
Bei Bill Russo lernte Pilhofer Arrangement und Orchestrierung. Sein erstes Album nahm er 1956 im Oktettformat mit einigen der besten Musiker der regionalen Jazzszene auf, musikalisch ähnlich den Bestrebungen von Dave Pell und Shorty Rogers. 1959 folgte ein Nonettalbum. Er arrangierte auch für Chico Hamilton und Art Van Damme. Weiterhin komponierte er Film- und Theatermusikern sowie Werbejingles.
Anschließend arbeitete Pilhofer im Kay Bank Studio in Minneapolis, wo er Aufnahmen mit Musikern wie Dave Dudley und The Tashmen machte. 1969 machte er sich gemeinsam mit Tom Jung selbständig und gründete das Tonstudio Sound 80, ebenfalls in Minneapolis, das das erste digitale Tonstudio der Welt war. Dort entstanden Aufnahmen von Dave Brubeck, Debbie Friedman, Bob Dylan, Cat Stevens oder Prince. 1980 erhielt er einen Grammy Award für die beste Kammerorchester-Aufnahme mit dem Saint Paul Chamber Orchestra und Werken von Aaron Copland (Appalachian Spring und Short Symphony) sowie der Symphony No. 3 von Charles Ives. 
Die Musik zum Dokumentarfilm Always a New Beginning aus dem Jahr 1974 stammt von Pilhofer.
2007 brachte der Hip-Hop-Künstler Thes One ein Album mit neu abgemischten Pilhofer-Jingles unter dem Titel Lifestyle Marketing heraus. 2021 erhielt Pilhofer den Ehrenbrief der Stadt Fürth.

## Diskographische Hinweise
- Herb Pilhofer Octet: Jazz from the North Coast, Volume 2 (Zephyr Records 1957; wiederaufgelegt mit Aufnahmen des John Plonsky Quintet 2021 bei Fresh Sound Records)
- Herbert Pilhofer His Trio and Nonet: Music with the Modern Touch (Audiophile 1959)
- Herb Pilhofer Trio: Jazz (Argo 1960)
- Olympus One (Good Sounds, 1976)
- Spaces (Sound 80, 1979)